# Дача Понизовкиных
Дача Понизовкиных — особняк начала XX века в посёлке Понизовка большой Ялты в Крыму (согласно административно-территориальному делению Украины — Симеизского поселкового совета, Ялтинский горсовет), ныне корпус № 7 санатория «Понизовка».

## Предыстория
В 1830 году Феодосий Ревелиоти купил на Южном берегу Крыма 15958 десятин земли, в том числе в районе между современными посёлками Голубой Залив и Понизовка. На мысе Сятой Троицы, с окрестностями, располагалось одно из имений генерала с аналогичным названием. После смерти Феодосия Дмитриевича (позднее 1852 года) имение унаследовали сыновья и вскоре хозяйство пришло в упадок. В итоге Аристид Ревелиоти и его наследники в 1880—1890-х годах распродали имение по частям, большая прибрежная часть была куплена горнопромышленником А. К. Алчевским, после смерти которого в 1901 году вдова Евгения Александровна и сын Дмитрий Алексеевич опять же распродали земли более мелкими участками. Самый крупный приобрели ярославские предприниматели братья Понизовкины.

## Дача Понизовкиных
В 1908 году братьями Андреем Андреевичем и Владимиром Андреевичем Понизовкиными куплены у Алчевских 18 десятин земли на берегу моря, в том же году началось строительство. На прибрежной террасе сооружалась собственно дача. Дом, включавший 12 жилых комнат, 1 зал, 1 буфет, 3 уборных, 1 ванную, 2 кладовых, выстроили из рустованного мраморовидного известняка с высокой мансардой (практически, башней), покрытой марсельской черепицей, с глубоким подвалом под зданием. Рядом находился двухэтажный жилой дом и кухня, также покрытые марсельской черепицей. Восточнее и выше располагались служебные постройки одно- и двухэтажные каменные служебные корпуса, кладовая, три кухни и каменная сторожка при входе в имение (ныне корпус № 8 санатория). Усадьбу окружала каменная ограда с въездными воротами с восточной стороны. Все здания к 1920 году были построены, но не везде были завершены отделочные работы.

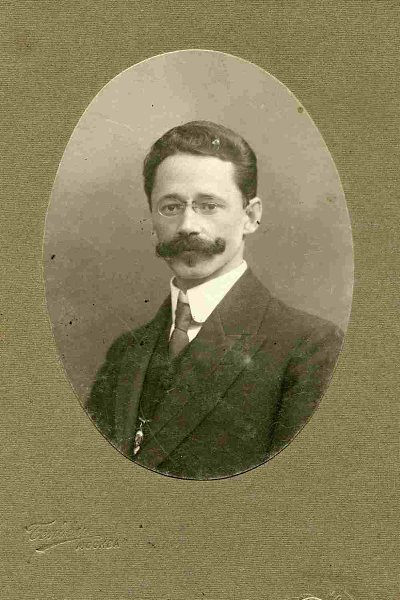
Андрей Андреевич Понизовкин.
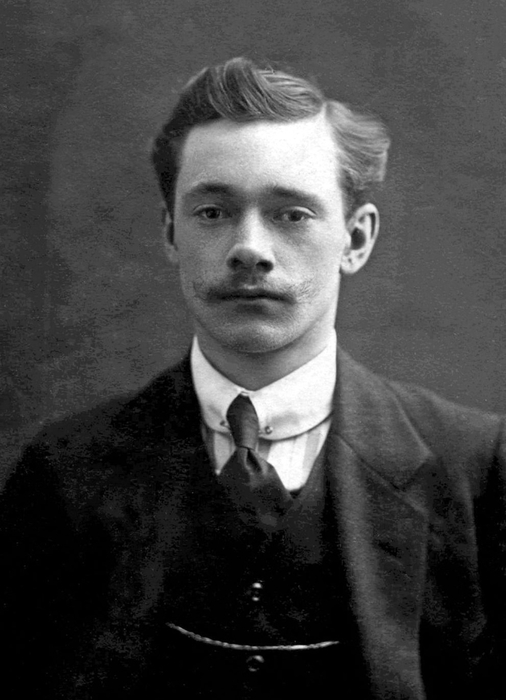
Владимир Андреевич Понизовкин.

## После революции
16 декабря 1920 года приказом председателя Революционного комитета Крыма были изъяты «из частного владения как разных ведомств, так и частных лиц все имения Южного берега Крыма в районе от Судака до Севастополя включительно» и передавались в ведение специально созданного Управления Южсовхоза. В том же году дачу Понизовкиных передали Кекенеизскому сельсовету, а в 1927 году бывшая дача перешла в ведение ОГПУ под названием «Понизовка». В путеводителе 1929 года упоминает бывшая дача Понизовкиной, как дом отдыха ГПУ. Существует распространённая версия, что здесь размещалась дача Л. П. Берии. В ведении ОГПУ — НКВД дача состояла до 1960 года, после была передан в ведение Мосгорисполкома. В 1970-х годах на территории санатория «Понизовка» были построены новые корпуса и целый комплекс коттеджей. С марта 2017 года санаторий управляется федерального бюджетного учреждения «Информационно-технический центр Федеральной антимонопольной службы России». Поднимается вопрос о включении усадьбы, в том числе сохранившихся в удовлетворительном состоянии «главного дома, службы, каретного сарая, фонтана с бассейном, каменной ограды с воротами, террасы с балюстрадой и лестницей к морю, каменная ограды имения, грота с лестницами, служебного флигеля, фонтана в татарском стиле и парка» в единый государственный реестр объектов культурного наследия. Приказом Министерства культуры Республики Крым от 22.08.2022 № 484-ОКН «Дача Понизовкиных» расположенный по адресу Ялта, пгт Понизовка, ул. Приморская, д. 10, корпус 7 и корпус 8, включены в перечень выявленных объектов культурного наследия Республики Крым.